# Trichozygospora chironomidarum
Trichozygospora chironomidarum är en svampart som beskrevs av Lichtw. 1972. Trichozygospora chironomidarum ingår i släktet Trichozygospora och familjen Legeriomycetaceae.   Inga underarter finns listade i Catalogue of Life.